# Kotoko Football Club
Ne pas confondre avec le club de football ghanéen Asante Kotoko Kumasi.
Le Kotoko FC est un club togolais de football basé à Lavié.

## Histoire
Le club évolue en première division togolaise en 2005-2006, 2006-2007, 2009, 2011-2012 et 2013. Il se classe septième du championnat lors de l'année 2009, ce qui constitue sa meilleure performance.